# XWiki
Em informática, a plataforma XWiki é uma ferramenta de administração de conteúdo que oferece funcionalidades além da produção colaborativa de conteúdo para criação de blogs, wikis e áreas de compartilhamento. Chamam de wiki de segunda geração utilizadas para criar aplicações web colaborativas, ao contrário das wikis de primeira geração, utilizados para conteúdo colaborativo.